# Caraúbas do Piauí
Caraúbas do Piauí är en kommun i Brasilien.   Den ligger i delstaten Piauí, i den östra delen av landet, 1 500 km norr om huvudstaden Brasília. Antalet invånare är 5 522.
Omgivningarna runt Caraúbas do Piauí är huvudsakligen savann. Runt Caraúbas do Piauí är det glesbefolkat, med 13 invånare per kvadratkilometer.